# Icterus
Icterus es un género de aves paseriformes perteneciente a la familia Icteridae.

## Especies
El género contiene 33 especies:
| - Icterus parisorum; - Icterus chrysater; - Icterus graduacauda; - Icterus leucopteryx; - Icterus auratus; - Icterus gularis; - Icterus nigrogularis; - Icterus bullockii; - Icterus pustulatus; - Icterus abeillei; - Icterus galbula; - Icterus mesomelas; - Icterus pectoralis; - Icterus graceannae; - Icterus jamacaii; - Icterus icterus; - Icterus croconotus; | - Icterus maculialatus; - Icterus wagleri; - Icterus cucullatus; - Icterus prosthemelas; - Icterus spurius; - Icterus fuertesi; - Icterus northropi; - Icterus bonana; - Icterus portoricensis; - Icterus oberi; - Icterus laudabilis; - Icterus dominicensis; - Icterus auricapillus; - Icterus pyrrhopterus; - Icterus cayanensis; - Icterus melanopsis; |